# Вьетнамский дракон
Вьетна́мские драко́ны (вьет. rồng или long, тьы-ном 龍) — символ из фольклора и мифологии Вьетнама. По сравнению с другими восточными драконами на них сильно повлиял миф о китайских драконах. Согласно древнему мифу о сотворении, современные вьеты происходят от дракона Лак Лонг Куана и феи Ау Ко.

Герб Южного Вьетнама, 1955—1975

Вьеты считали приносящего дождь дракона важным для земледелия. Он символизировал императора, процветание и силу народа. Подобно китайскому дракону, вьетнамский — символ ян, означающего мир, жизнь, существование и рост.

## Легенды
Согласно конфуцианской хронике Полное собрание исторических записок Дайвьета, Лак Лонг Куан — потомок Шэнь-нуна в пятом поколении. Лак Лонг Куан был королём драконьего рода, живущего рядом с Южно-Китайским морем. Он был женат на богине или фее Ау Ко, дочери короля птиц Де Лаи. Ау Ко в браке с Лак Лонг Куаном породила мешок, он лопнул, и в нём оказалось сто яиц, из каждого яйца вышло по сыну (ср. рождение братьев-Кауравов в «Махабхарате»). Первый из них, став государём Хунгом, наследовал Лак Лонг Куану и правил государством Ванланг. Это отражено в пословице «Con Rồng, cháu Tiên» («Дети дракона, внуки богов»).
В мифах вьетнамского народа тхай есть также божество воды Туонглуонг, имеющее образ змеи или дракона, обитающего в самых глубоких местах водоёмов.

## Историческое развитие вьетнамского образа дракона

### Предыстория
Вьетнамский дракон есть сочетание образа крокодила, змеи, ящерицы и птицы. Исторически вьетнамцы селились вдоль рек, поэтому они чтили крокодилов, называя их зяо лонг (вьет. giao long), первый тип вьетнамских драконов.
Некоторые разновидности драконов найдены на археологических раскопках. Одна группа — крокодилодраконы, с головой крокодила и телом змеи. Кошко-дракон, выкопанный на терракотовом участке в Бакнине, имеет черты дракона периода Дайвьет: голова короткая и не крокодилья, длинная шея, крылья и задние плавники в виде длинных линий, усы и шерсть.

### Династия Нго (Ngô) (938—965)
На кирпиче времён династии Нго, найденном в Колоа, дракон короток, имеет кошачьеподобное тело и рыбий плавник.

### Династия Ли (1010—1225)
Династия Ли заложила во Вьетнаме фундамент феодальной культуры. Распространялся буддизм. В 1070 в Ханое открывается Храм Литературы (Ван Мьеу), первый феодальный университет. Грациозный извивающийся дракон этого периода символизирует императора и литературу.
Идеально округлые тела этих драконов изгибаются длинной синусоидой, постепенно сужаясь к хвосту. Тело имеет 12 частей, символизирующих 12 месяцев года. Вдоль спины дракона идёт непрерывный ряд равноудалённых друг от друга плавников. Высоко поднятая голова пропорциональна телу и украшена длинной гривой. Также на голове есть борода, выпуклые глаза, гребешок на носу, но нет рогов. Ноги маленькие и тонкие, обычно с тремя пальцами. Челюсти открыты широко, виден длинный тонкий язык. Дракон всегда держит в пасти châu (драгоценный камень — символ человечности, благородства и знаний). Эти драконы способны менять погоду и отвечают за зерновые.

### Династия Чан (1225—1400)
Дракон этого периода похож на предшественника, но выглядит более грозным. Дракон Чанов имеет новые черты: передние конечности и рога. Их пылающий гребень более короток, слегка изогнутое тело толще и утоньшается к хвосту. Множество вариантов хвоста (прямой, остроконечный, витой), так же много видов чешуи (сплошная полуцветочная, слегка изогнутая).
Дракон эпохи Чан символизирует воинское искусство, поскольку династия происходила от военного чиновника. Вьетнамцы в эти века сражались с монгольскими завоевателями.

### Династия Ле
В эпоху правления династии Ле вьетнамский дракон испытывает сильное влияние с севера из-за распространения конфуцианства. В отличие от предыдущих династий, драконы этого периода изображены не только вьющимися меж облаков. Эти драконы величавы и львиноголовы. Взамен огненного гребня у них увеличился нос. Их тела делятся уже только на две части. На их лапах — по пять острых когтей.

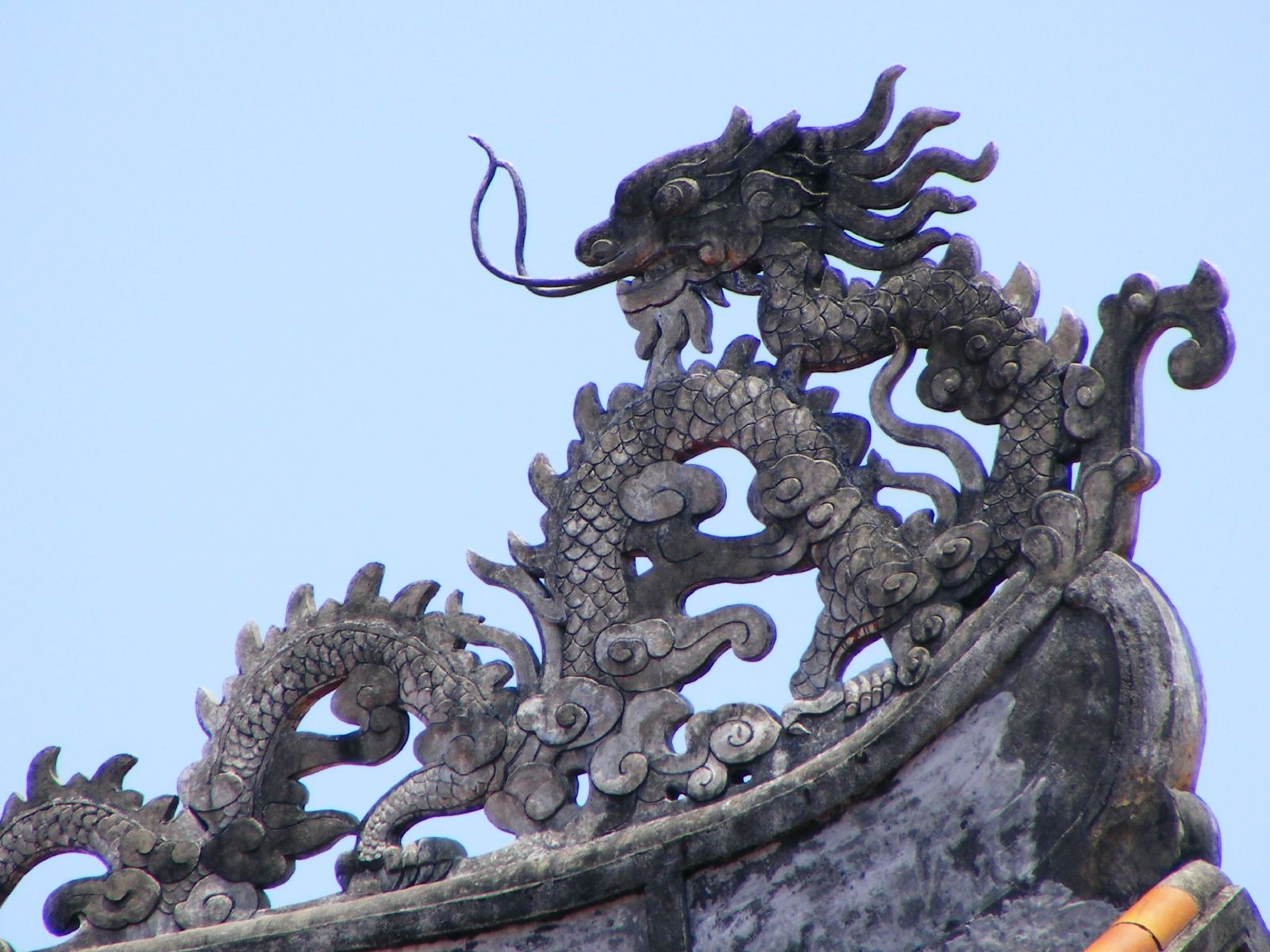
Деталь крыши, императорское обрамление, Хюэ

### Династия Нгуен

#### (1802—1883)
В начале правления династии Нгуен дракон изображался с витым хвостом и длинным пылающим мечом-плавником. Их головы и глаза велики. У них оленьи рога, львиные носы, оскаленные собачьи зубы, сплошная сверкающая чешуя, изогнутые усы. Дракон-император изображался с лапами о пяти когтях, в то время как лапы меньших драконов имели только четыре когтя. Обычно изображается мать с детьми либо пара драконов.

#### (1883—1945)
В поздний период драконий образ вырождается и огрубляется, теряя естественность и величавость формы. Это знак упадка искусства в конце династии.

## Дракон в литературе
Некоторые пословицы:

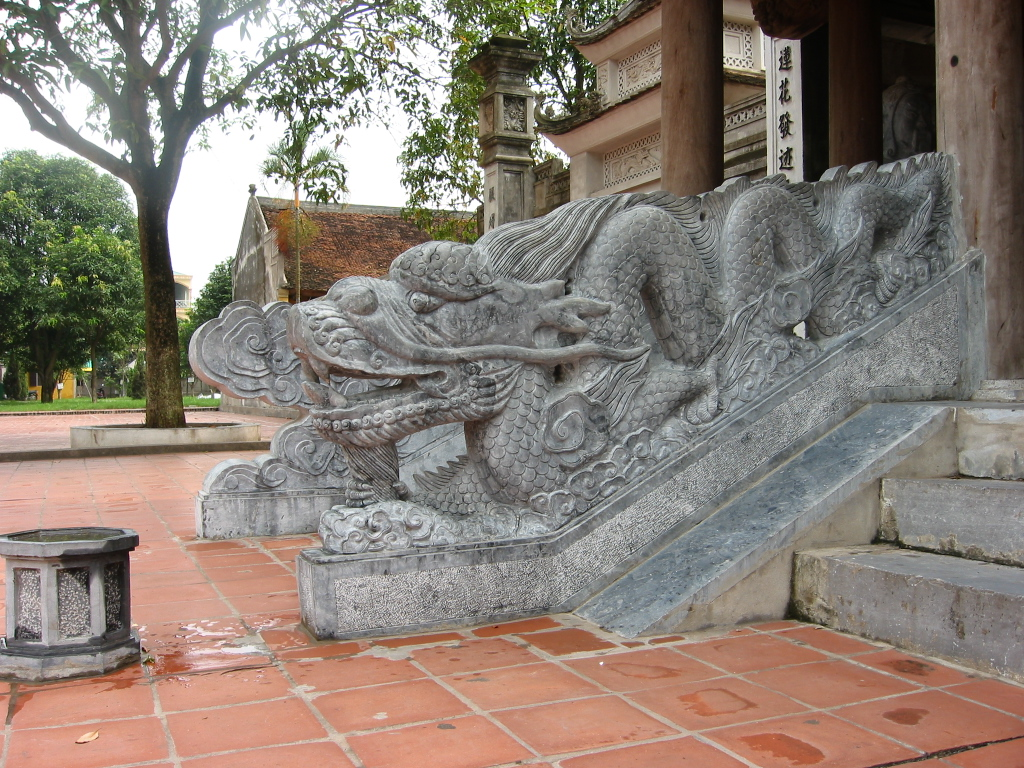
Один из четырёх драконов на фасаде Нгу Лонг Мон (провинция Бакнинь)

- «Rồng gặp mây»: «Дракон встречает облака» — В благосклонных обстоятельствах.
- «Đầu rồng đuôi tôm»: «Голова дракона, хвост креветки» — Хорош поначалу, плох в итоге; начавшееся хорошо и закончившееся дурно.
- «Rồng bay, phượng múa»: «Полёт дракона, танец феникса» — Похвала каллиграфии того, кто хорошо пишет китайские идеограммы.
- «Rồng đến nhà tôm»: «Дракон посещает дом креветки» — Присказка хозяина гостю (или о госте): хозяин позиционирует себя скромной креветкой, дом которой посещает благородный дракон.
- «Ăn như rồng cuốn, nói như rồng leo, làm như mèo mửa»: «Ест, как дракон извивается, говорит, как дракон воспаряет, работает, как кошка блюёт» — Критика болтливого и прожорливого лентяя.

## Названы в честь вьетнамского дракона
Ханой (вьет. Hà Nội), столица Вьетнама, был известен в древности как Тханглонг: от тханг (thăng) — «расти», «лететь», «восходить», «подниматься», «развиваться» и лонг — «дракон»; архаичное название до сих пор используется в литературе. В 1010 г. император Ли Тхай То перенёс столицу из Хоалы в Дайла, обозначив в указе: он видел ронг ванга (жёлтого дракона), летающего вокруг в чистом синем небе, затем он изменил название Дайла на Тханглонг, что символизировало: «Блеск Вьетнама и развивающееся будущее».
Более того, один из четырёх богов-защитников Танг Лонг (Танг Лонг Ты Чан) был божеством Лонг До (буквально — драконий центр, место встречи земли и неба: в восточных взглядах брюхо имеет такую же роль, как сердце на Западе). Божество Лонг До помогло Ли Тхай То построить крепость его столицы.
Множество вьетнамских топонимов содержат слова «лонг» или «ронг», «зонг», «жонг», означающие «дракон»: залив Халонг, Кыулонг (участок руки Меконг), мост Хамронг, мост Лонгбьен. Другие слова тоже включают их в себя: питайя (Thanh Long), водяной смерч (vòi rồng), кактусовые (xương rồng), Лонган (long nhãn).